# MALDI-TOF

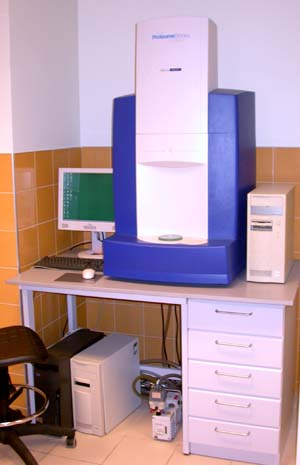
Figura 1. Espectrómetro de masas MALDI-TOF.

Se denomina MALDI por sus siglas en inglés Matrix-Assisted Laser Desorption/Ionization (desorción/ionización láser asistida por matriz) y TOF por el detector de iones que se acopla al MALDI y cuyo nombre procede también de sus siglas en inglés Time-Of-Flight.
Técnica desarrollada en 1987 por el ingeniero japonés Koichi Tanaka. Consiste en una ionización suave del analito que provoca la vaporización de intactas moléculas termolábiles, no volátiles tales como proteínas y lípidos en un rango de peso molecular entre 2 a 20 kDa, a un relativo bajo costo y resultado inmediato.
Muy utilizada para obtener, mediante espectrometría de masas, un espectro propio de un organismo y comparándolo con bases de datos, identificar a nivel de género, especie e incluso cepa aislados bacterianos y fúngicos. También es posible identificar virus.

## Antecedentes
Desde su creación, la espectrometría de masas (MS) fue un método altamente complejo y relegado por varias décadas al análisis de perfiles proteicos en laboratorios de hematología y química. En 1975, Anhalt & Fenselau (Anhalt & Fenselau, 1975) usaron extractos bacterianos de distinto género y especie para obtener espectros de masa únicos y de esta manera identificar por primera vez microorganismos usando MS. Cinco años más tarde se empezaron las técnicas de desorción/ionización que abarcaban la desorción por plasma, desorción por láser y bombardeo atómico rápido que ionizan analitos biomoleculares con lo cual los estudios se dirigieron a obtener perfiles bacterianos aunque el aquel tiempo se limitaba al uso de moléculas de bajo peso molecular.
El problema con los espectros obtenidos al aplicar luz láser a las muestras era que el espectro obtenido era de muy baja intensidad; luego se descubrió que cuando el analito era mezclado con una matriz orgánica la luz láser era absorbida más eficientemente y consecuentemente se obtenían espectros de mayor intensidad. Comenzó entonces la época de las técnicas basadas en ionización suave tales como la Desorción/ionización por láser asistida en matriz (MALDI) y Ionización por electrospray (ESI) que permitieron, vía MS, obtener perfiles proteicos en un rango de peso molecular bastante amplio así como de moléculas sin fragmentación.
El analizador que más comúnmente se acopla a la fuente MALDI es el analizador de tiempo de vuelo (TOF) con lo cual nace el nombre de MALDI-TOF.
Holland y colaboradores (1996) mostraron que era posible obtener huellas espectrales MALDI-TOF usando como analitos células bacterianas enteras sin tratamiento previo a la espectrometría de masas. Más tarde se reportaría que es posible obtener perfiles proteicos usando MALDI-TOF a partir de una purificación posterior a una extracción celular.
Desde la última década del siglo XX se ha incrementado notablemente el número de publicaciones que emplean MALDI-TOF como herramienta de identificación fúngica, vírica y bacteriana donde se ha llegado incluso a nivel de cepa, porque relativamente no es costosa y bastante rápida.

## Mecanismos y componentes de la espectrometría de masas MALDI-TOF (MALDI-TOF MS)
De manera general, el método de ionización a ser utilizado depende de la naturaleza de la muestra (mezclas simples/complejas, proteínas, lípidos, polisacáridos, entre otros) y del objetivo que busque el estudio (identificación de microorganismos, identificación de proteínas, cuantificación y biotyping o biotipaje), MALDI-TOF junto con ESI ofrecen una ionización suave que mantiene intacto el analito desde la ionización hasta su conversión a fase gaseosa.
Para llevar a cabo el análisis, sobre una placa metálica conductora se mezcla la muestra con una matriz orgánica para lograr una cocristalización muestra-matriz. En alto vacío, es tratada con pulsos de luz láser provocando que la matriz absorba esta energía y la convierta en energía de excitación y transferencia de iones al analito. El área tratada se calienta y se provoca la desorción de iones de fase sólida a gaseosa. Según Croxatto, Prod’hom & Greub (2012) un espectrómetro de masas se divide en tres unidades funcionales. (Figura 2): 
- Una fuente para ionizar la muestra y transferirla a fase gaseosa.
- Un analizador de masas: comúnmente se utiliza el analizador TOF (time of flight) que mide muy precisamente el tiempo de vuelo de los iones desde que son acelerados, por la fuente, hasta que impactan el detector.
- Un dispositivo de detección de los iones separados.

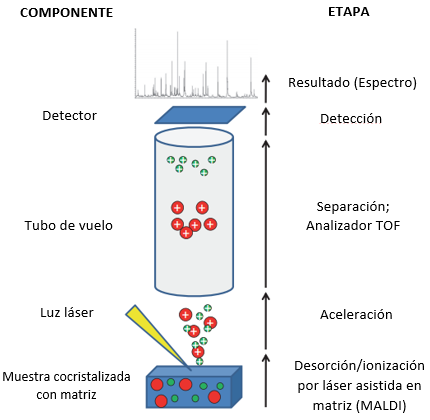
Figura 2. Espectrometría de masas MALDI-TOF. Luego de que el analito y la matriz cocristalizan, se ingresa la placa metálica al espectrómetro de masas donde es bombardeada por pulsos de luz láser para producir la desorción e ionización de las moléculas que son aceleradas por medio de un campo electrostático. En el analizador TOF, los iones más pequeños viajan más rápidamente que los iones más grandes. El detector recepta los iones y como resultado se produce un espectro, específico para cada analito, que se compara con una base de datos para la identificación de género, especie o cepa. Imagen modificada de Croxatto et al. (2012).

## Aplicaciones

### Identificación microbiana y vírica
Históricamente la confirmación de la identificación de microorganismos ha seguido fundamentada en ensayos jerárquicamente dependientes: (1) aislamiento, pruebas basadas en tinciones y morfología microscópica, (2) cultivos en medio sólido o líquido para propagar el organismo de interés, (3) pruebas bioquímicas y antigénicas dirigidas al fenotipo y metabolismo microbiano y con el apoyo de manuales bacteriológicos, llegar a la identificación, y (4) principalmente cuando la identificación tiene una aplicación clínica se prueba susceptibilidad a antibióticos para optar por el mejor tratamiento. Lamentablemente, los resultados dependen de la tasa de crecimiento del microorganismo por lo que pueden llegar a tardar semanas.
Años después se establecieron técnicas moleculares basadas en la secuenciación de barcodes, 16S para bacterias y 18S para hongos; no obstante, es bien conocido que en este tipo de técnicas es necesaria instrumentación especializada y una zona del laboratorio específica. Para la mayoría de laboratorios no es rentable tener una zona dedicada a la secuenciación; por tanto, la identificación basada en análisis fenótipico de los microorganismos, e.g. MALDI-TOF, se perfila como la preferida a la hora de identificación rutinaria.
La identificación bacteriana usando MALDI-TOF no ha presentado mayor inconveniente, salvo algunas especies. Los dermatofitos son hongos que crecen en superficies queratinizadas como en el cabello, piel y uñas. Debido a su compleja estructura filamentosa no ha sido sencilla su identificación por MALDI-TOF. De entre diez estudios focalizados a la identificación de dermatofitos usando MALDI-TOF, Karabicak et al. (2015) reportaron el resultado más bajo (13,5 %), mientras que Erhard et al. (2008) obtuvieron un 99,9 %. Luego de analizar minuciosamente estos resultados L’Ollivier & Ranque (2016) concluyeron que los pasos críticos son: (i) la extracción de proteínas, para la cual es necesario hacerlo por el método del ácido fórmico/acetonitrilo y (ii) una base de datos confiable.

### Búsqueda de biomarcadores para el diagnóstico de enfermedades
Las herramientas de diagnóstico de diabetes mellitus tipo 2 incluyen la prueba de tolerancia a glucosa (OGTT), glucosa en sangre (FBG) y hemoglobina glicosilada (HbA1c). Meng et al. (2016) tomaron en cuenta que estas pruebas proveen marcadores “retrospectivos” y por tanto no podían ser aplicados como predictivos y reportaron la caracterización, usando MALDI-TOF, de 6 péptidos (peaks m/z 1452.9, 1692.8, 1946.0, 2115.1, 2211.0 y 4053.6) como potenciales biomarcadores para el diagnóstico de la diabetes mellitus tipo 2. Posteriormente, realizaron un modelo diagnóstico basado en análisis de regresión logística y curva ROC, obteniendo una precisión de 82.2 %, sensibilidad de 82.5 %, y especificidad de 77.8 %.

## Perspectivas
Los laboratorios de investigación optan muy preferentemente por la secuenciación de barcodes como herramienta para la identificación microbiana; sin embargo la implementación de la espectrometría de masas MALDI-TOF y el crecimiento exponencial de las bases de datos permitirán a los laboratorios clínicos una identificación microbiana muy rápida y a bajo costo. Tomando en cuenta la crisis que se avecina por el abuso de antibióticos, estas ventajas son aspectos claves para un pronto tratamiento a los pacientes.
En el futuro los espectrómetros de masa estarán automatizados para llevar a cabo un test antibiótico y por lo tanto una parcial o completa caracterización microbiana que en la actualidad podría tomar varios días como se mencionó anteriormente. A mediano plazo podría no ser necesario el cultivo de los microorganismos en medio para algunos casos.